# آغنيس أندروود
آغنيس ماي أندروود (بالإنجليزية: Agness Underwood)‏ (ديسمبر 1902-3 يوليو 1984)، هي صحفية أمريكية ومحررة جريدة، وهي واحدة من أوائل النساء الأمريكيات اللاتي عملن في تحرير الأخبار المحلية في صحيفة يومية كبرى. سبقتها لورا فيتراي التي أصبحت رئيسة تحرير صحيفة نيويورك إيفنينغ غرافيك في عام 1930، وماري هولاند كينكايد التي كانت رئيسة تحرير الأخبار المحلية في صحيفة هيرالد القديمة في أوائل القرن العشرين. عملت أندروود كمراسلة لصحيفة لوس أنجلوس ريكورد من عام 1928 إلى عام 1935 وهيرالد إكسبريس من عام 1935 إلى عام 1962 وهيرالد إكزامينير من عام 1962 إلى 1968.

## الحياة والوظيفة
وُلدت آغنيس أندروود باسم آغنيس ماي ويلسون في سان فرانسيسكو في ولاية كاليفورنيا لوالديها كليفورد ويلسون ومامي سوليفان ويلسون، وكان لها أخت واحدة أصغر منها. انتقلت عائلة أندروود كثيرًا بسبب تغير مكان عمل الأب. توفيت والدتها في نوفمبر في عام 1907 أثناء ولادة أختها الثانية ولم يستطع والدها رعايتهما بسبب اضطراره للسفر. أعطى كليفورد الفتاتان لأقاربه في تير هوت في ولاية إنديانا لتربيتهما. لم تستقر الفتاتان في تير هوت كما ذكرت أندروود، إذ تغير مكان سكنهما بشكل متكرر وكثيرًا ما انتهى بهم المطاف في أيدي الجمعيات الخيرية العامة.
لم يُعجب كليفورد بالطريقة التي تُعامل بها الفتاتان فوجد عائلتان حاضنتان مستعدتان لتربية الفتاتين في بورتلاند في ولاية إنديانا. أُرسلت أخت أندروود للعيش مع أسرة في مزرعة، وانتقلت أندروود للسكن عند تشارلز وبيل إيوري وأبنائهم الثلاثة. أُعجب كل من أندروود وابن العائلة الجديدة الذي يُدعى رالف في بعضهما البعض على الفور، وأصبح فيما بعد صديقها المقرب. وصفت أندروود لاحقًا عائلة إيوري على أنها عائلة جدية ومحافظة، وأنها لم تكن قادرة على العيش معهم لولا وجود ابنهما وصديقها رالف.
بدأت أندروود حياتها المدرسية باجتهاد، ولكنها لم تحافظ على اجتهادها وتضائل حماسها تجاه الدراسة وانقطعت عنها في الصف العاشر. بدأت أندروود العمل كبائعة في قبو متجر كارترايت في بورتلاند في ولاية إنديانا. لم تتمكن من البقاء عند عائلة إيوري وخاصة بعد ذهاب رالف إلى الخارج كجندي خلال الحرب العالمية الأولى. شعر رالف بسخط أندروود في رسائلها إليه واعتقد أنها ستكون أفضل حالًا مع أحد أقاربها الفعليين، فتمكنت من تحديد موقع أحد أقاربها البعيدين في سان فرانسيسكو.
وصلت أندروود إلى سان فرانسيسكو في نوفمبر في عام 1918، وانتقلت مع قريبها الذي كان يعيش في شقة في شارع جيري. أدركت أندروود أنه يجب عليها المساهمة في نفقات الأسرة وأنه يجب عليها إيجاد عمل. لم تتمكن من إيجاد عمل بسرعة، وعادت في يوم ما إلى المنزل لتكتشف انتقال قريبها منه من دون علمها تاركًا إياها وحيدة وبلا نقود أو حتى مأوى.
دعاها أحد أقاربها إلى الانتقال للعيش معه في هوليوود في كاليفورنيا. ظهرت لاحقًا نواياه في تحويلها إلى نجمة صغيرة. لم تنجح خطته فأخرجها من منزله وأعادها إلى الشارع.
انتقلت أندروود للعيش في منزل جيش الخلاص للنساء العاملات في وسط مدينة لوس أنجلوس، وحصلت على وظيفة في متجر برودواي متعدد الأقسام. قابلت إيفلين كونرز هناك، وهي امرأة تصغرها ببضعة أشهر وأصبحت صديقتها المقربة منذ ذلك اليوم.
انتقلت أندروود بعد وقت قصيرة إلى سولت ليك سيتي بولاية يوتا، وعادت بعدها إلى لوس أنجلوس حيث عملت كنادلة في إحدى المطاعم في وسط المدينة. تزوجت من زميلها في العمل -هاري أندروود- بعد ثلاثة أسابيع من ظهور قريبها وتهديده لها إذا لم تنتقل للعيش معه مرة أخرى في 28 أبريل في عام 1920. أنجب الزوجان طفلان في حلول عام 1926.

## لوس أنجلوس ريكورد
بدأت أندروود العمل كعاملة مقسم في لوس أنجلوس ريكورد في أكتوبر في عام 1926. تعلمت أندروود عمل الصحف من الألف إلى الياء هناك، ودرست بسرعة وعملت في أي مهمة كُلفت بها.
عملت أندروود بجهد كبير للوصول إلى منصب مراسلة في لوس أنجلوس ريكورد، وبدأت أول تجربة لها في مقابلة مع رجل عجوز ظُن أنه أول مزارع قطن في كاليفورنيا.
نقلت أندروود أول خبر عن جريمة كبرى في لوس أنجلوس في 20 مايو في عام 1931 وذلك عندما اهتزت لوس أنجلوس بمقتل تشارلز إتش كراوفورد وهربرت إف سبنسر. اعترف النائب السابق للمدعي العام ومرشح قاضي البلدية ديفيد كلارك البالغ من العمر ثلاثة وثلاثين عامًا بتنفيذه للجرائم وسلم نفسه للمدعي العام في اليوم التالي لعمليات القتل.

## هيرالد إكسبريس
كانت مهمة أندروود الأولى لهيرالد إكسبريس إجراء مقابلة مع الرائدة أميليا إيرهارت. كانت أميليا الرائدة التي حلقت بنجاح برحلة فردية تاريخية من الهونولولو في هاواي إلى أوكلاند في كاليفورنيا. انتظرت أندروود في منزل إيرهارت في شمال هوليوود لعدة ساعات قبل أن تصل، وكانت المقابلة تستحق الانتظار، وقالت أندروود أنها كانت مراسلة هيرالد إكسبريس الوحيدة التي تعرفت على إيرهارت.
لفتت أندروود المصور بيري فاولر إلى قصة اغتصاب فتاة تبلغ من العمر ستة عشر عامًا بعد ثلاثة أسابيع من بدء عملها في هيرالد إكسبريس. عمل كل من أندروود وفاولر معًا بشكل منتظم بعد ذلك واعتُبرا فريقًا غير رسميًا. زارا العديد من السجون المحلية كسجن لنكولن هايتس بشكل يومي تقريبًا حيث عملوا على استكشاف الجرائم والفضائح التي يجب الإبلاغ عنها.
غطت أندروود أيضًا الوفاة المبكرة لنجمي هوليوود تيلما تود (التي حضرت تشريحها) وجان هارلو. كتبت سلسلة من المقالات حول حياة النساء المحتجزات في سجن النساء في كاليفورنيا في تيتشابّي، وقدمت تقريراً عن أغلب حالات القتل الكبرى في المدينة التي تجسد أكبرها بالقتل الشرير لإليزابيث شورت البالغة من العمر 22 عامًا في يناير في عام 1947. أبلغت عن حالة نيلي ماديسون التي أدينت بإطلاق النار على زوجها وقتله في 24 مارس في عام 1935.
عُثر على جثة امرأة شابة في حديقة لايمارت بالقرب من الجادة 39 ونورتون في 15 يناير في عام 1947. كانت أندروود أول مراسلة تصل إلى موقع تفريغ الحدث كما زعمت، وسرعان ما تعرفت الجهات المعنية على المرأة الميتة على أنها إليزابيث شورت من ميدفورد في ماساتشوستس. 

## الحياة اللاحقة والموت
انتقلت أندروود من لوس أنجلوس إلى جريلي في كولورادو للعيش بالقرب من ابنها وأحفادها بعد سوء حالتها الصحية في عام 1981. عانت من نوبة قلبية قاتلة في 3 يوليو في عام 1984. أقيمت جنازة أندروود في كنيسة سانت جيمس الأسقفية في وسط مدينة لوس أنجلوس في 7 يوليو في عام 1984.
نعتت جميع الصحف المحلية وفاة أندروود، وقالت صحيفة هيرالد إكزامينر:
«لم تهب أندروود أروع مشاهد القتل وكان لديها موهبة بالحصول على تفاصيل استعصت على صحفيين آخرين. عرفت أسماء وأرقام هواتف العديد من المشاهير بصفتها محررة، وذلك بالإضافة إلى جميع الحانات التي يرتادها مراسليها. كانت تُعطي أفضل المصادر التي تتعلق بالقضايا بدءًا من رجال العصابات والبغايا ونجوم السينما والمسئولين الحكوميين».
دُفنت أندروود في فورست لون ميموريال بارك في جلينديل في كاليفورنيا.

## التلفاز والأفلام
كانت أندروود إحدى مواضيع حلقات البرنامج التلفزيوني «إنها حياتك» في 11 نوفمبر في عام 1956، وكانت أيضًا محور الفلم الوثائقي «آغنيس أندروود: أول امرأة في المجال الإخباري» الذي عُرض في عام 2007.